# 林琴蛙
林琴蛙（学名：Nidirana lini），一种分布于泰国、老挝、越南及中国云南等地区的两栖动物，隶属于蛙科琴蛙属。模式产地为中国云南江城县。种加词取自台湾学者林俊义的姓氏，以感谢其对台湾两栖爬行动物研究及环保工作的贡献。

## 形态特征
林琴蛙体小而肥硕，雄蛙体长54毫米，雌蛙体长60毫米左右。皮肤光滑。身体背部一般呈灰褐色，具浅黄褐色背脊线；体侧和后肢背面为浅灰褐色；